# B-karoten 15,15'-monooksigenaza
B-karoten 15,15'-monooksigenaza (EC 1.14.99.36, beta-karotenska 15,15'-dioksigenaza, karotenska dioksigenaza, karotenska 15,15'-dioksigenaza, BCMO1 (gen)) je enzim sa sistematskim imenom beta-karoten:kiseonik 15,15'-oksidoreduktaza (15,15'-epoksidacija, razgradnja veze). Ovaj enzim katalizuje sledeću hemijsku reakciju
beta-karoten + O2 {\displaystyle \rightleftharpoons } 2 sve-trans retinal (sveukupna reakcija)
(1a) beta-karoten + O2 + 2 {\displaystyle \rightleftharpoons } beta-karoten 15,15' epoksid + 2O + A
(1b) beta-karoten 15,15' epoksid + 2O {\displaystyle \rightleftharpoons } 15,15'-dihidroksi-beta-karoten
(1c) 15,15'-dihidroksi-beta-karoten + A {\displaystyle \rightleftharpoons } 2 sve-trans retinal + AH2
Za rad ovog enzim su neophodne žučne soli i Fe(II).

## Literatura
- Nicholas C. Price; Lewis Stevens (1999). Fundamentals of Enzymology: The Cell and Molecular Biology of Catalytic Proteins (Third изд.). USA: Oxford University Press. ISBN 019850229X.
- Eric J. Toone (2006). Advances in Enzymology and Related Areas of Molecular Biology, Protein Evolution (Volume 75 изд.). Wiley-Interscience. ISBN 0471205036.
- Branden C; Tooze J. Introduction to Protein Structure. New York, NY: Garland Publishing. ISBN 0-8153-2305-0.
- Irwin H. Segel. Enzyme Kinetics: Behavior and Analysis of Rapid Equilibrium and Steady-State Enzyme Systems (Book 44 изд.). Wiley Classics Library. ISBN 0471303097.

## Spoljašnje veze
- Beta-carotene+15,15'-monooxygenase на 